# Mannes Francken
Mannes Francken (Haarlem, 20 maggio 1888 – 19 novembre 1948) è stato un calciatore olandese, di ruolo attaccante.

## Carriera

### Nazionale
Fu il miglior marcatore nella storia della nazionale olandese dal 9 marzo 1913 fino al 3 novembre 1935, quando fu superato da Bep Bakhuys.